# 霍尔豪森
霍尔豪森是德国莱茵兰-普法尔茨州的一个市镇。总面积4.72平方公里，总人口1896人，其中男性909人，女性987人（2011年12月31日），人口密度402人/平方公里。